# 시모네 차차
시모네 차차(이탈리아어: Simone Zaza, 1991년 6월 25일 ~ )는 토리노에서 뛰는 이탈리아 축구 선수다.

## 수상

### 클럽
유벤투스
- 세리에 A (1): 2015–16
- 코피 이탈리아 (1): 2015–16
- 수페르코파 이탈리아나 (1): 2015